# Vibrissina bridwelli
Vibrissina bridwelli là một loài ruồi trong họ Tachinidae.